# Trecnoteris
Els trecnoteris (Trechnotheria) són una superlegió de mamífers de la subclasse dels holoteris. L'única legió supervivent actualment és la dels cladoteris, que inclou els teris.
Es diferencien per una depressió característica dels queixals més baixos.

## Sistemàtica (McKenna i Bell, 1997)
- Mammalia
  - Theriiformes
    - Holotheria
      - Kuehneotheria †
      - Trechnotheria
        - Symmetrodonta †
        - Cladotheria

## Sistemàtica (Kielan-Jaworowska, Cifelli & Luo, 2004)
- Holotheria Wible et al., 1995
  - Chronoperatidae † Fox, Youzwyshyn i Krause, 1992
  - Trechnotheria McKenna, 1975 (= Yangotheria Chow i Rich, 1982)
    - Austrotriconodontidae † Bonaparte, 1990
    - Gobiconodontidae † Chow i Rich, 1984
    - Amphilestidae † Osborn, 1888
    - Amphidontoidea † Prothero, 1981
    - Spalacotherioidea † Prothero, 1981
    - Symmetrodonta † Simpson, 1925
    - Eutriconodonta † Kermack, Musset i Rigney, 1973
    - Cladotheria McKenna, 1975